# Arnd Beise
Arnd Beise (* 8. August 1964 in Offenbach am Main) ist ein deutscher Germanist und Hochschullehrer.

## Leben
Arnd Beise studierte Germanistik, Kunstgeschichte, Philosophie sowie Grafik und Malerei an der Universität Marburg, wurde 1998 promoviert und habilitierte sich 2007 im Fachgebiet Neuere deutsche Literatur. Nach Lehraufträgen und Professuren an verschiedenen Universitäten lehrt er seit 2011 als ordentlicher Professor für Germanistische Literaturwissenschaft und Literaturgeschichte an der Universität Freiburg (Schweiz).
Seine Forschungsschwerpunkte sind die Kultur- und Literaturgeschichte seit der Frühen Neuzeit, besonders die Beziehungen zwischen der Literatur und der Gesellschaft sowie zu anderen Künsten.
Seit 2000 ist er Vorsitzender der Internationalen Peter Weiss-Gesellschaft (IPWG), seit 2004 Mitglied des Vorstands der Arbeitsgemeinschaft Literarischer Gesellschaften und Gedenkstätten (ALG). Er ist Mitglied der Wissenschaftlichen Beiräte der „Historisch-kritischen Gesamtausgabe“ der Werke Jeremias Gotthelfs bzw. der Zeitschrift Colloquium Helveticum.
Arnd Beise ist mit Beiträgen in zahlreichen Literaturzeitschriften und immer wieder auch in der Tageszeitung junge Welt anzutreffen.

## Publikationen (Auswahl)

### Monographien
- Charlotte Corday – Karriere einer Attentäterin (Marburg: Hitzeroth 1992)
- Peter Weiss, Marat/Sade. Erläuterungen und Dokumente (Stuttgart: Reclam 1995, zus. mit Ingo Breuer)
- Peter Weiss (Stuttgart: Reclam 2002; korr. u. bibliogr. erg. Aufl. als ePub 2015)
- Georg Büchner, Leonce und Lena. Erläuterungen und Dokumente (Stuttgart: Reclam 2005, zus. mit Gerald Funk)
- Einführung in das Werk Georg Büchners (Darmstadt: Wissenschaftliche Buchgesellschaft 2010)
- Geschichte, Politik und das Volk im Drama des 16. bis 18. Jahrhunderts (Berlin/New York: De Gruyter 2010)
- Georg Büchner, Dantons Tod (Braunschweig: Schroedel 2011; 2. Aufl. 2016)
- Sophokles, Antigone (Braunschweig: Schroedel 2013)

### Herausgeberschaften
- Kunst und Gesellschaft. Studien zur Kultur im 20. und 21. Jahrhundert (seit 2004, hg. zus. mit Jürgen Schutte)
- Peter Weiss Jahrbuch für Literatur, Kunst und Politik im 20. und 21. Jahrhundert (seit 2005, hg. zus. mit Michael Hofmann)
- LachArten. Zur ästhetischen Repräsentation des Lachens vom späten 17. Jahrhundert bis zur Gegenwart (2003, hg. zus. m. Ariana Martin, Udo Roth)
- »Diese bebende, zähe, kühne Hoffnung«. 25 Jahre Peter Weiss, Die Ästhetik des Widerstands (2008, hg. zus. m. Jens Birkmeyer und Michael Hofmann)
- Letzte Briefe. Neue Perspektiven auf das Ende von Kommunikation (2015, hg. zus. m. Jochen Strobel, in Zus.arb. m. Ute Pott)
- Sibylle Berg. Romane. Dramen. Kolumnen und Reportagen. (2017, hg. zus. m. Anett Krause)

### Beiträge
- Ziemlich seltsame Kinderbücher. Sibylle Bergs Schreiben für „junge Menschen“ (Sibylle Berg 2017)
- Herausforderung Film. Peter Weiss zwischen den Künsten (Projektion & Reflexion. Das Medium Film in Kunst und Literatur, 2018)
- Georg Philipp Telemann als Briefeschreiber (Extravaganz und Geschäftssinn – Telmanns Hamburger Innovationen 2019)
- Politische Reden bei Georg Büchner (Handbuch Politische Rhetorik, 2020)
- Narkissos’ literarische Karriere (universitas 2020/3; zus. m. Cornelia Herberichs)
- »Ein Lustspiel … Es wird euch ergözzen«. Vor 250 Jahren erschien der »Hofmeister« von Jakob Michael Reinhold Lenz. In: junge welt. 15. April 2024, abgerufen am 5. Juni 2024.
- Geheimnisvoll und offen. Vom Geheimtipp zum Bestseller. Vor hundert Jahren starb der Schriftsteller Franz Kafka. In: junge welt. 3. Juni 2024, abgerufen am 5. Juni 2024.
- Zu allem fähig. Aufklärer und Abenteurer, Liebhaber und Schriftsteller. Vor 300 Jahren wurde Giacomo Girolamo Casanova geboren. In: junge welt. 2. April 2025, abgerufen am 4. April 2025.
- Schwäbischer Meister. Makellose Verse. Vor 150 Jahren starb der Dichter Eduard Mörike, verkannt und populär zugleich. In: junge welt. 4. Juni 2025, abgerufen am 11. Juni 2025.